# Sommer-Paralympics 2012/Teilnehmer (Schweden)
| stlisierte Goldmedaille | stlisierte Silbermedaille | stlisierte Bronzemedaille |
| ----------------------- | ------------------------- | ------------------------- |
| 4                       | 4                         | 4                         |

Schweden entsandte zu den Paralympischen Sommerspielen 2012 in London (29. August bis 9. September) eine aus 59 Sportlern bestehende Mannschaft. Mit 12 Medaillen belegt Schweden den 29. Platz im Medaillenspiegel.

## Medaillengewinner

### Gold
| Name                         | Sportart        | Wettkampf                             |
| ---------------------------- | --------------- | ------------------------------------- |
| Anna-Carin Ahlquist          | Tischtennis     | Einzel TT 3                           |
| Maja Reichard                | Schwimmen       | 200 m Brust SB11 – Frauen             |
| Jonas Jacobsson              | Sportschießen   | Freies Gewehr 50 Meter (SH1) – Männer |
| Stefan Olsson Peter Vikström | Rollstuhltennis | Doppel – Männer                       |

### Silber
| Name                                | Sportart       | Wettkampf                          |
| ----------------------------------- | -------------- | ---------------------------------- |
| Jonas Jacobsson                     | Sportschießen  | Luftgewehr 10 Meter (SH1) – Männer |
| Anders Olsson                       | Schwimmen      | 400 m Freistil (S6) – Männer       |
| Jeffrey Ige                         | leichtathletik | Kugelstoßen (F20) – Männer         |
| Anna-Carin Ahlquist Ingela Lundbäck | Tischtennis    | Team (C4-5) – Frauen               |

### Bronze
| Name                                                                                                   | Sportart    | Wettkampf            |
| --- | ----------- | -------------------- |
| Josefin Abrahamsson                                                                                    | Tischtennis | Einzel TT 8 – Frauen |
| Ingela Lundbäck                                                                                        | Tischtennis | Einzel TT5 – Frauen  |
| Emil Andersson                                                                                         | Tischtennis | Einzel TT8 – Männer  |
| Viktoria Andersson, Anna Dahlberg, Malin Gustavsson, Josefin Jälmestål, Sofia Naesström, Maria Wåglund | Goalball    | Frauen               |

## Teilnehmer nach Sportart

### Boccia
| Athleten            | Wettbewerb  | Qualifikation | Qualifikation | 1. Runde | 1. Runde | 2. Runde        | 2. Runde | Viertelfinale | Viertelfinale | Halbfinale    | Halbfinale    | Finale        | Finale        | Rang          |
| Athleten            | Wettbewerb  | Gegner        | Ergebnis      | Gegner   | Ergebnis | Gegner          | Ergebnis | Gegner        | Ergebnis      | Gegner        | Ergebnis      | Gegner        | Ergebnis      | Rang          |
| ------------------- | ----------- | ------------- | ------------- | -------- | -------- | --------------- | -------- | ------------- | ------------- | ------------- | ------------- | ------------- | ------------- | ------------- |
| Christoffer Hagdahl | Einzel BC 3 | –             | –             | –        | –        | Daniele Martins | 2:6      | Sandra Peña   | 2:3           | ausgeschieden | ausgeschieden | ausgeschieden | ausgeschieden | ausgeschieden |

### Bogenschießen
| Frauen         |                  |     |    |                |     |               |               |               |               |               |               |               |               |               |
| Zandra Reppe   | Compound (offen) | 642 | 7  | Olga Polegaeva | 4:6 | ausgeschieden | ausgeschieden | ausgeschieden | ausgeschieden | ausgeschieden | ausgeschieden | ausgeschieden | ausgeschieden | ausgeschieden |
| Männer         |                  |     |    |                |     |               |               |               |               |               |               |               |               |               |
| Robert Larsson | Compound (offen) | 636 | 19 | Ouk Soo Lee    | 7:3 | Doğan Hancı   | 1:7           | ausgeschieden | ausgeschieden | ausgeschieden | ausgeschieden | ausgeschieden | ausgeschieden | ausgeschieden |

### Goalball
| Wettbewerb     | Männer                                                                                            | Frauen                                                                                                 |
| -------------- | ------------------------------------------------------------------------------------------------- | --- |
| Athleten       | Stefan Gahne, Niklas Hultqvist, Piotr Lawniczak, Magnus Rendahl, Fatmir Seremeti, Mikael Åkerberg | Viktoria Andersson, Anna Dahlberg, Malin Gustavsson, Josefin Jälmestål, Sofia Naesström, Maria Wåglund |
| Gruppenphase   | Türkei 2:9 Brasilien 5:4 Großbritannien 3:3 Litauen 5:5 Finnland 1:4                              | USA 1:5 Kanada 2:1 Japan 0:0 Australien 8:5                                                            |
| Viertelfinale: | ausgeschieden                                                                                     | Großbritannien 2:1                                                                                     |
| Halbfinale     | ausgeschieden                                                                                     | Japan 3:4                                                                                              |
| Finale         | ausgeschieden                                                                                     | Spiel um den 3. Platz: Finnland 5:1                                                                    |
| Platzierung    | 9                                                                                                 | Bronze                                                                                                 |

### Judo
| Frauen            |                  |   |   |                  |         |                         |         |               |               |               |               |               |
| Nicolina Pernheim | Klasse bis 63 kg | – | – | Marta Arce Payno | 000:021 | Trostrunde: Naomi Soazo | 000:110 | ausgeschieden | ausgeschieden | ausgeschieden | ausgeschieden | ausgeschieden |

### Leichtathletik
| Athleten           | Wettbewerb      | Vorlauf / Vorkampf | Vorlauf / Vorkampf | Halbfinale   | Halbfinale | Finale             | Finale             | Rang               |
| Athleten           | Wettbewerb      | Zeit / Weite       | Rang               | Zeit / Weite | Rang       | Zeit / Weite       | Rang               | Rang               |
| ------------------ | --------------- | ------------------ | ------------------ | ------------ | ---------- | ------------------ | ------------------ | ------------------ |
| Frauen             |                 |                    |                    |              |            |                    |                    |                    |
| Emma Eriksson      | Weitsprung F20  | –                  | –                  | –            | –          | 4,78 m             | 5                  | 5                  |
| Gunilla Wallengren | 400 m T54       | 58,24 s            | 8                  | –            | –          | 58,74 s            | 8                  | 8                  |
| Gunilla Wallengren | 800 m T54       | 1:57,14 min        | 11                 | –            | –          | nicht qualifiziert | nicht qualifiziert | nicht qualifiziert |
| Gunilla Wallengren | 1500 m T54      | 3:33,53 min        | 6                  | –            | –          | 3:39,02 min        | 9                  | 9                  |
| Männer             |                 |                    |                    |              |            |                    |                    |                    |
| Niklas Almers      | 100 m T54       | 14,89 s            | 13                 | –            | –          | nicht qualifiziert | nicht qualifiziert | nicht qualifiziert |
| Jeffrey Ige        | Kugelstoßen F20 | –                  | –                  | –            | –          | 15,50 (ER)         | 3                  | Bronze             |
| Per Jonsson        | 200 m T13       | 24,42 s            | 19                 | –            | –          | nicht qualifiziert | nicht qualifiziert | nicht qualifiziert |
| Per Jonsson        | Weitsprung F13  | –                  | –                  | –            | –          | 6,48 m             | 4                  | 4                  |
| Tobias Jonsson     | 200 m T13       | DNS                | DNS                | –            | –          | nicht qualifiziert | nicht qualifiziert | nicht qualifiziert |
| Tobias Jonsson     | Weitsprung F13  | –                  | –                  | –            | –          | 5,83 m             | 10                 | 10                 |
| Richard Straht     | Weitsprung F11  | –                  | –                  | –            | –          | 5,67 m             | 7                  | 7                  |

### Radsport
| Frauen          |                  |             |   |   |
| Jessica Hedlund | Straßenrennen H4 | 1:48,42 min | 4 | 4 |
| Jessica Hedlund | Zeitfahren H4    | 34:14,31    | 4 | 4 |

### Reiten
| Athleten                | Wettbewerb    | Punkte | Rang |
| ----------------------- | ------------- | ------ | ---- |
| Anita Johnson mit Donar | Einzel Ia     | 68,050 | 9    |
| Anita Johnson mit Donar | Einzel Kür Ia | 66,800 | 10   |

### Rollstuhlrugby
| Wettbewerb               | Männer |
| ------------------------ | --- |
| Athleten                 | Glenn Adaszak Alfredo Alvarez Martin Bretz Andreas Collin Tomas Hjert Stefan Jansson Per-Arne Kulle Richard Löfgren Mikael Norlin Tobias Sandberg Per-Johan Uhlman Mikael Wahlberg |
| Gruppenphase             | Belgien 52:42 Australien 47:60 Kanada 52:53 |
| Spiel um den 5.–8. Platz | Frankreich 48:58 |
| Spiel um den 5. Platz    | Großbritannien 47:59 |
| Platzierung              | 6 |

### Rollstuhltennis
| Athleten                     | Wettbewerb              | 1. Runde        | 1. Runde | 2. Runde                       | 2. Runde      | Achtelfinale                                        | Achtelfinale  | Viertelfinale                     | Viertelfinale | Halbfinale                            | Halbfinale    | Finale                               | Finale        | Rang          |
| Athleten                     | Wettbewerb              | Gegner          | Ergebnis | Gegner                         | Ergebnis      | Gegner                                              | Ergebnis      | Gegner                            | Ergebnis      | Gegner                                | Ergebnis      | Gegner                               | Ergebnis      | Rang          |
| ---------------------------- | ----------------------- | --------------- | -------- | ------------------------------ | ------------- | --------------------------------------------------- | ------------- | --------------------------------- | ------------- | ------------------------------------- | ------------- | ------------------------------------ | ------------- | ------------- |
| Männer                       |                         |                 |          |                                |               |                                                     |               |                                   |               |                                       |               |                                      |               |               |
| Stefan Olsson                | Einzel                  | Mike Denayer    | 6:0, 6:0 | Ha-Gel Lee                     | 6:1, 6:2      | Gordon Reid                                         | 5:7, 4:6      | ausgeschieden                     | ausgeschieden | ausgeschieden                         | ausgeschieden | ausgeschieden                        | ausgeschieden | ausgeschieden |
| Peter Vikström               | Einzel                  | Adam Kellermann | 4:6, 3:6 | ausgeschieden                  | ausgeschieden | ausgeschieden                                       | ausgeschieden | ausgeschieden                     | ausgeschieden | ausgeschieden                         | ausgeschieden | ausgeschieden                        |               |               |
| Stefan Olsson Peter Vikström | Doppel                  | –               | –        | Steve Baldwin und Boah Yablong | 6:0, 6:1      | Daniel Caverzaschi Arzolave und Francesc Tur Blanch | 6:1, 6:0      | Tom Egberink und Maikel Scheffers | 6:3, 6:2      | Stéphane Houdet und Michaël Jeremiasz | 6:1, 7:6      | Frédéric Cattaneo und Nicolas Peifer | 6:1, 6:2      | Gold          |
| Anders Hård                  | Quadriplegiker – Einzel | -               | -        | -                              | -             | Andy Lapthorne                                      | 5:7, 6:3, 6:3 | Nicholas Taylor                   | 6:4, 4:6, 1:6 | ausgeschieden                         | ausgeschieden | ausgeschieden                        | ausgeschieden | ausgeschieden |
| Marcus Jonsson               | Quadriplegiker – Einzel | -               | -        | -                              | -             | Shraga Weinberg                                     | 1:6, 2:6      | ausgeschieden                     | ausgeschieden | ausgeschieden                         | ausgeschieden | ausgeschieden                        | ausgeschieden | ausgeschieden |
| Anders Hård Marcus Jonsson   | Quadriplegiker – Doppel | –               | –        | –                              | –             | –                                                   | –             | Noam Gershony und Shraga Weinberg | 1:6, 4:6      | ausgeschieden                         | ausgeschieden | ausgeschieden                        | ausgeschieden | ausgeschieden |

### Schießen
| Athleten         | Wettbewerb                                   | Qualifikation   | Qualifikation | Finale          | Finale        | Ringe/ Scheiben | Rang |
| Athleten         | Wettbewerb                                   | Ringe/ Scheiben | Rang          | Ringe/ Scheiben | Rang          | Ringe/ Scheiben | Rang |
| ---------------- | -------------------------------------------- | --------------- | ------------- | --------------- | ------------- | --------------- | ---- |
| Männer           |                                              |                 |               |                 |               |                 |      |
| Jonas Jacobsson  | Luftgewehr 10 Meter (SH1)                    | 593             | 3             | 696,5           | 2             | Silber          |      |
| Jonas Jacobsson  | Freies Gewehr 50 Meter (SH1)                 | 1155            | 2             | 1255,9          | 1             | Gold            |      |
| Jonas Jacobsson  | Mixed – Luftgewehr 10 Meter liegend (SH1)    | 597             | 19            | ausgeschieden   | ausgeschieden | ausgeschieden   |      |
| Jonas Jacobsson  | Mixed – Freies Gewehr 50 Meter (SH1)         | 591             | 2             | 692,2           | 4             | 4               |      |
| Håkan Gustafsson | Luftgewehr 10 Meter stehend (SH1)            | 588             | 11            | ausgeschieden   | ausgeschieden | ausgeschieden   |      |
| Fredrik Larsson  | Luftgewehr 10 Meter stehend (SH1)            | 573             | 22            | ausgeschieden   | ausgeschieden | ausgeschieden   |      |
| Fredrik Larsson  | Mixed – Freies Gewehr 50 Meter liegend (SH1) | 586             | 14            | ausgeschieden   | ausgeschieden | ausgeschieden   |      |
| Frauen           |                                              |                 |               |                 |               |                 |      |
| Lotta Helsinger  | Luftgewehr 10 Meter stehend (SH1)            | 387             | 11            | ausgeschieden   | ausgeschieden | ausgeschieden   |      |
| Lotta Helsinger  | Sportgewehr 50 Meter (SH1)                   | 550             | 11            | ausgeschieden   | ausgeschieden | ausgeschieden   |      |
| Lotta Helsinger  | Mixed – Freies Gewehr 50 Meter liegend (SH1) | 560             | 48            | ausgeschieden   | ausgeschieden | ausgeschieden   |      |

### Schwimmen
| Athleten           | Wettbewerb          | Vorlauf          | Vorlauf | Finale           | Finale        | Rang          |
| Athleten           | Wettbewerb          | Zeit             | Rang    | Zeit             | Rang          | Rang          |
| ------------------ | ------------------- | ---------------- | ------- | ---------------- | ------------- | ------------- |
| Frauen             |                     |                  |         |                  |               |               |
| Jennie Ekström     | 50 m Rücken (S4)    | 1:01,53 min      | 6       | 1:00,37 min      | 6             | 6             |
| Pernilla Lindberg  | 100 m Brust SB14    | 1:27,50 min      | 11      | ausgeschieden    | ausgeschieden | ausgeschieden |
| Pernilla Lindberg  | 100 m Rücken S14    | 1:18,38 min      | 10      | ausgeschieden    | ausgeschieden | ausgeschieden |
| Pernilla Lindberg  | 200 m Freistil S14  | 2:16,39 (NR)     | 6       | 2:15,33 (NR)     | 5             | 5             |
| Maja Reichard      | 50 m Freistil S11   | 32,17 s          | 5       | 32,66 s          | 5             | 5             |
| Maja Reichard      | 100 m Freistil S11  | 1:16,20 min      | 7       | 1:12,65 min      | 7             | 7             |
| Maja Reichard      | 100 m Brust SB11    | 1:28,51 min (WR) | 1       | 1:27,98 min (WR) | 1             | Gold          |
| Maja Reichard      | 200 m Freistil SM11 | 3:03,72 min      | 5       | 3:00,08          | 4             | 4             |
| Männer             |                     |                  |         |                  |               |               |
| Mikael Fredriksson | 50 m Rücken S3      | 56,28 s          | 7       | 55,81 s          | 6             | 6             |
| Mikael Fredriksson | 150 m Freistil SM3  | 3:27,11 min      | 9       | ausgeschieden    | ausgeschieden | ausgeschieden |
| Christoffer Lindhe | 50 m Freistil S4    | 41,52 s          | 8       | 41,02 s          | 7             | 7             |
| Christoffer Lindhe | 100 m Freistil S4   | 1:29,11 min      | 6       | 1:28,06 min      | 6             | 6             |
| Christoffer Lindhe | 150 m Freistil SM4  | 3:05,86 min      | 3       | 3:04,12          | 4             | 4             |
| Christoffer Lindhe | 200 m Freistil S4   | 3:06,60 min      | 5       | 3:07,02          | 5             | 5             |
| Anders Olsson      | 50 m Freistil S6    | 33,88 s          | 12      | ausgeschieden    | ausgeschieden | ausgeschieden |
| Anders Olsson      | 100 m Freistil S6   | 1:11,04 min      | 6       | 1:10,12 min      | 6             | 6             |
| Anders Olsson      | 100 m Brust SB5     | 1:41,08 min      | 6       | 1:41,59 min      | 6             | 6             |
| Anders Olsson      | 400 m Freistil S6   | 5:06,90 min      | 2       | 5:03,44 min      | 2             | Silber        |

### Tischtennis
| Athleten                            | Wettbewerb          | Gruppe                                                    | 1. Runde   | 1. Runde | Viertelfinale | Viertelfinale | Halbfinale                    | Halbfinale    | Finale                      | Finale        | Rang          |
| Athleten                            | Wettbewerb          | Gruppe                                                    | Gegner     | Ergebnis | Gegner        | Ergebnis      | Gegner                        | Ergebnis      | Gegner                      | Ergebnis      | Rang          |
| ----------------------------------- | ------------------- | --------------------------------------------------------- | ---------- | -------- | ------------- | ------------- | ----------------------------- | ------------- | --------------------------- | ------------- | ------------- |
| Frauen                              |                     |                                                           |            |          |               |               |                               |               |                             |               |               |
| Josefin Abrahamsson                 | Einzel (Klasse 8)   | Thu Kamkasomphou (0:3) Eman Mahmoud (0:3) Hailian Yu(3:1) | -          | -        | Jingdian Mao  | 0:3           | Bronzematch: Josephine Medina | 3:0           | Bronze                      |               |               |
| Anna-Carin Ahlquist                 | Einzel (Klasse 3)   | Freilos                                                   | -          | -        | Jane Campbell | 3:0           | Alena Kanova                  | 3:0           | Doris Mader                 | 3:0           | Gold          |
| Ingela Lundbäck                     | Einzel (Klasse 5)   | Su Chin Hsiao (3:2) Pu Yi Wong (3:2)                      | -          | -        | -             | -             | Zhang Bian                    | 0:3           | Bronzematch: Khetam Abuawad | 3:2           | Bronze        |
| Anna-Carin Ahlquist Ingela Lundbäck | Team (Klasse 4-5)   | -                                                         | Freilos    | Freilos  | Jordanien     | 3:0           | Korea Sud                     | 3:1           | China Volksrepublik         | 0:3           | Silber        |
| Männer                              |                     |                                                           |            |          |               |               |                               |               |                             |               |               |
| Emil Andersson                      | Einzel (Klasse 8)   | Freilos                                                   | -          | -        | Churen Sun    | 3:2           | Richard Csejtej               | 2:3           | Bronzematch: Ross Wilson    | 3:0           | Bronze        |
| Frederik Andersson                  | Einzel (Klasse 10)  | Abdelrahman Abdelwahab (2:3) Dezső Berecki (0:3)          | -          | -        | ausgeschieden | ausgeschieden | ausgeschieden                 | ausgeschieden | ausgeschieden               | ausgeschieden | ausgeschieden |
| Linus Karlsson                      | Einzel (Klasse 9)   | Cédric Cabestany (2:3) Tahl Leibovitz (1:3)               | -          | -        | ausgeschieden | ausgeschieden | ausgeschieden                 | ausgeschieden | ausgeschieden               | ausgeschieden | ausgeschieden |
| Fabian Rignell                      | Einzel (Klasse 8)   | Miroslav Jambor (3:2) András Csonka (0:3)                 | -          | -        | ausgeschieden | ausgeschieden | ausgeschieden                 | ausgeschieden | ausgeschieden               | ausgeschieden | ausgeschieden |
| Alexander Öhgren                    | Einzel (Klasse 3)   | Dacian Makszin (2:3) Tomás Piñas (3:1)                    | -          | -        | ausgeschieden | ausgeschieden | ausgeschieden                 | ausgeschieden | ausgeschieden               | ausgeschieden | ausgeschieden |
| Emil Andersson Fabian Rignell       | Team (Klasse 6-8-5) | -                                                         | Tschechien | 3:2      | Deutschland   | 1:3           | ausgeschieden                 | ausgeschieden | ausgeschieden               | ausgeschieden | ausgeschieden |
| Frederik Andersson Linus Karlsson   | Team (Klasse 6-8-5) | -                                                         | Frankreich | 3:2      | Polen         | 2:3           | ausgeschieden                 | ausgeschieden | ausgeschieden               | ausgeschieden | ausgeschieden |